# Сакава (крейсер)
Сакава (Sakawa, яп. 酒匂) — легкий крейсер Імперського флоту Японії, який взяв участь у Другій світовій війні.

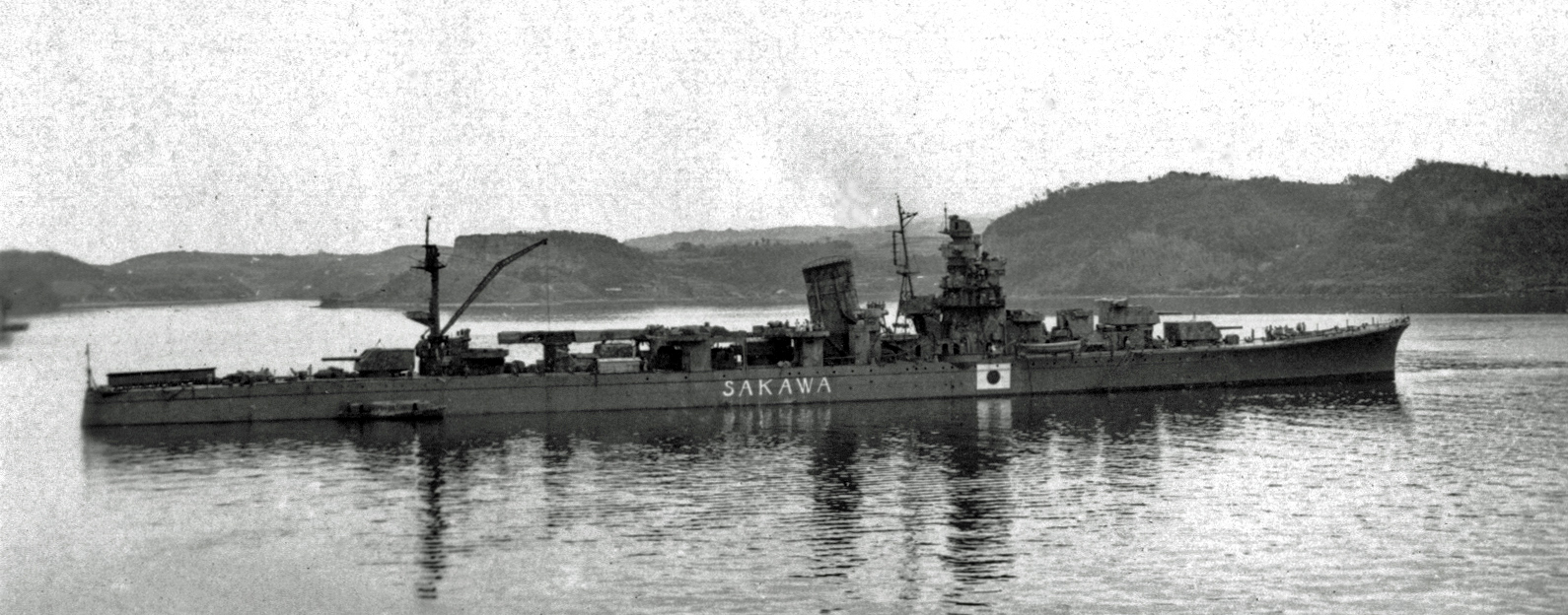
«Сакава» у жовтні 1945-го у Внтурішньому Японському морі

«Сакава» наприкінці 1945-го під час демобілізації з метою перетворення на транспорт для репатріації

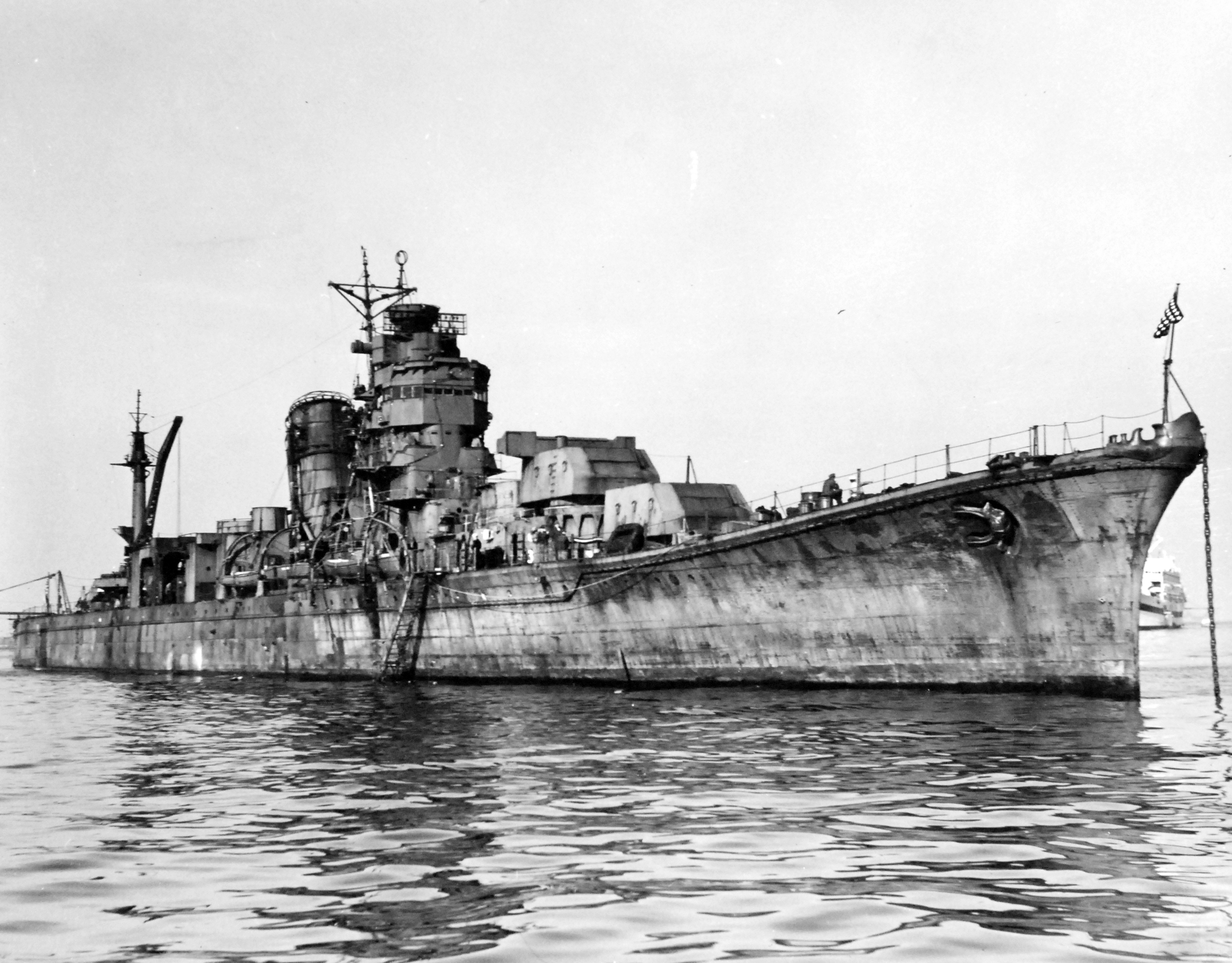
«Сакава» на атолі Бікіні, за місяць до випробувань на ньому атомної зброї

Корабель, який належав до крейсерів типу «Агано», спорудили у 1944 році на верфі ВМФ у Сасебо.
Після спорудження Сакава провів кілька місяців за тренуваннями у водах Японського архіпелагу, при цьому з 15 січня 1945-го крейсер призначили флагманським кораблем 11-ї ескадри ескадрених міноносців.
Планувалось, що Сакава та його есмінці візьмуть участь у самовбивчому рейді лінкора «Ямато», який на початку квітня рушив проти союзників до Окінави, проте для них не знайшлось палива.
26—27 травня 1945-го корабель перебазували до Майдзуру на оберненому до Японського моря узбережжі острова Хонсю. 25 липня літаки з американського авіаносця атакували цей порт, проте Сакава не зазнав пошкоджень і дочекався капітуляції Японії, після якої з нього зняли або вивели з ладу гармати та боєзапас.
5 жовтня 1945-го корабель виключили зі списків військово-морського флоту. Надалі його залучили для евакуації до Японії військовослужбовців із окупованих територій, зокрема з Каролінських островів, Нової Гвінеї та Кореї.
25 лютого 1946-го Сакава передали в Йокосуці представникам ВМС США. 18 березня корабель із невеликою американською командою та кількома японськими офіцерами-консультантами з технічних питань рушив до Маршаллових островів, де його збирались використати як мішень при випробуваннях атомної зброї. 28 березня в умовах поганої погоди Сакава втратив хід, проте 1 квітня його привели на атол Еніветок (крайній північний захід Маршаллових островів) на буксирі. У травні Сакава перейшов до атола Бікін, де 1 липня здійснили атомний вибух. Корабель одразу не затонув, проте на ньому виникла сильна пожежа, яка тривала цілу добу. 2 липня буксир спробував відтягнути Сакава на мілководдя, проте тут колишній крейсер нарешті перекинувся та пішов на дно.